# Bulgaria Air
Bulgaria Air (bulgariska: България Ер) är ett bulgariskt flygbolag grundat 2002. Det är Bulgariens nationella flygbolag, med sitt högkvarter Sofias flygplats. Bolaget ägs av Chimimport, ett av landets största holdingbolag.
Bulgaria Air är det största bulgariska flygbolaget, räknat i antal passagerare. Det flyger på kort- och medeldistanslinjer till destinationer i Europa, Mellanöstern och Ryssland, med Burgas och Varna.

## Historia
Bolaget etablerades 2002 som en efterföljare till Balkan Bulgarian Airlines. De första månaderna verkade det under namnet 'Balkan Air Tour, och nuvarande namn är från 2003..
I samband med privatiseringen 2007 av de då statliga flygbolaget, blev det ett dotterbolag inom det börsnoterade bolaget Chimimport.
2016 fraktades sammanlagt 1 246 350 passagerare, sammanräknat linjetrafik och charter, en nedgång med två procent från året innan. Samma år sjönk antalet flygningar från 4697 till 4675.
2017 flög Bulgaria Air med 9 olika flygplan. Bland de använda flygplansmodellerna finns Airbus A319-100 (134–140 passagerare), Airbus A320-200 (180 passagerare), Avro RJ70 (26 passagerare) och Embraer 190 (108 passagerare).
Bulgaria Air driver charterverksamhet via dotterbolaget Bul Air. Bolaget har en lång historia och grundades redan 1954. Efter att ha haft vilande verksamhet återupptogs verksamheten 2015 som del av Bulgaria Air. Bul Air fraktar charterresenärer via sina två (+ två beställda) Boeing 737.